# L'orso ballerino
L'orso ballerino (Down Beat Bear) è un film del 1956 diretto da William Hanna e Joseph Barbera. Il film è il centoduesimo cortometraggio della serie Tom & Jerry, distribuito il 21 ottobre 1956 dalla Metro-Goldwyn-Mayer.

## Trama
Jerry abita all'interno di una radio situata nella casa in cui Tom vive. Il topo accende la radio, ma il gatto ne è infastidito e la spegne; la cosa si ripete finché in radio arriva una notizia che informa che è scappato da un luna park un orso ballerino, addestrato a ballare ogni volta che sente della musica, e che chi riconsegnerà l'orso alla polizia riceverà una grossa ricompensa. In quel momento l'orso ballerino arriva nei pressi dell'abitazione di Tom e Jerry, entra nel giardino e si avvicina a una finestra della casa. Ogni volta che Tom cerca di chiamare la polizia, Jerry fa in modo di riprodurre della musica, cosicché l'orso balli con il gatto. A un certo punto Tom lancia in aria una radiolina, che finisce appesa sul ramo di un albero e dice che verranno trasmesse sei ore intere di musica. Poco dopo appare l'orso che chiede a Tom di ballare; quest'ultimo accetta. Mentre i due ballano insieme nella notte fonda sopra di loro appare la scritta "THE END".

## Edizione italiana
Fino ai primi anni 2000 il corto veniva trasmesso sulle reti Rai con il doppiaggio originale. Il doppiaggio originale italiano è stato eseguito dalla Effe Elle Due per la trasmissione televisiva, e in esso sono presenti due voci di cui solo una è nota, quella di Mirella Pace che legge il titolo iniziale, mentre è ignota la voce dello speaker alla radio. Nel 2002 vennero aggiornati i master televisivi dell'intera serie e per alcuni episodi non venne usato il doppiaggio italiano lasciando quindi la traccia inglese, proprio come nel caso di L'orso ballerino. Lo stesso errore è stato commesso nelle edizioni DVD e si è poi ripetuto fino ad oggi in TV, nonostante esiste un ridoppiaggio effettuato a Milano per la collana di VHS Tom & Jerry: La sfida continua (con la voce di Antonio Paiola sullo speaker alla radio). Tuttavia alla fine del 2014 è stato eseguito un ridoppiaggio per il DVD Tom & Jerry - Piccoli aiutanti di Babbo Natale, nel quale l'unica voce presente è quella di Pierluigi Astore come voce del titolo iniziale e dello speaker alla radio. A oggi il doppiaggio italiano originale è reperibile solo in alcune registrazioni d'epoca.